# Nymphon caementarum
Nymphon caementarum är en havsspindelart som beskrevs av Stock, J.H. 1975. Nymphon caementarum ingår i släktet Nymphon och familjen Nymphonidae. Inga underarter finns listade i Catalogue of Life.